# Bosiïta
La bosiïta és un mineral de la classe dels silicats, que pertany al grup de la turmalina. Rep el nom en honor del doctor Ferdinando Bosi (1967-), investigador de la Universitat de Roma La Sapienza, a Itàlia, expert en la cristal·lografia i la mineralogia de turmalines i espinel·les.

## Característiques
La bosiïta és un ciclosilicat de fórmula química NaFe₃3+(Al₄Mg₂)(Si₆O18)(BO₃)₃(OH)₃O. Va ser aprovada com a espècie vàlida per l'Associació Mineralògica Internacional l'any 2015, i la primera publicació data del 2016. Cristal·litza en el sistema trigonal.

## Formació i jaciments
Va ser descoberta a la mina Darasun, un dipsit d'or situat a Vershino-Darasunskiy, al krai de Zabaikàlie (Rússia). Posteriorment també ha estat descrita en altres dos llocs: Řečice, a la regió de Vysočina (República Txeca), i a la mina Valletta, a la província de Cuneo (Itàlia). Aquests dos indrets i la localitat tipus són els únics de tot el planeta on ha estat descrita aquesta espècie mineral.